# マーク・ミヤケ
マーク・ヒデオ・ミヤケ（Marc Hideo Miyake, 三宅 英雄、みやけ ひでお、1971年7月28日 - ）は、歴史言語学、特に上代日本語と西夏語を専門に研究しているアメリカの言語学者。 

## 伝記
ミヤケは1971年にハワイ州アイエアで生まれ、1989年にホノルルのプナホウ・スクールを卒業した。カリフォルニア大学バークレー校で日本語と日本文学を、その後ハワイ大学マノア校で言語学を学び、1999年に「The Phonology of Eighth-Century Japanese Revisited: Another Reconstruction Based upon Written Records（8世紀日本語の再考された音韻:文書記録に基づくもう一つの再構）」と題する論文を発表して博士号を取得した。彼は上代日本語の音声学的再構に関する研究で最もよく知られているが、絶滅した西夏語に関する研究でも知られている。 
現在は大英博物館の研究助手であり、ピュー語で書かれた碑文の解読に関係する研究をしている。また、ロンドン大学SOAS言語学科の研究員でもある。 

## 著作
- Miyake, Marc Hideo (2003). Old Japanese: A Phonetic Reconstruction. London and New York: RoutledgeCurzon. ISBN 0-415-30575-6。
- Miyake, Marc Hideo (2003). “Philological evidence for *e and *o in Pre-Old Japanese”. Diachronica 20 (1):  83–137. doi:10.1075/dia.20.1.06miy.
- Miyake, Marc Hideo (2006). "Kana’s Korean origins". In Françoise Bottéro & Redouane Djamouri (eds.), Ecriture chinoise: données, usages et représentations, pp. 185–205. Paris: CRLAO.ISBN 2-910216-08-X.
- Miyake, Marc Hideo (2012). "Complexity from Compression: a Sketch of Pre-Tangut". In Irina Popova (ed.), Тангуты в Центральной Азии: сборник статей в честь 80-летия проф. Е.И.Кычанова （中央アジアのタングート人：E・I・キチャーノフ教授生誕80周年記念論文集）, pp. 244–261.  Moscow: Oriental Literature. ISBN 978-5-02-036505-6。
- Griffiths, Arlo; Hudson, Bob; Miyake, Marc; Wheatley, Julian K. (2017). “Studies in Pyu Epigraphy, I: State of the Field, Edition and Analysis of the Kan Wet Khaung Mound Inscription, and Inventory of the Corpus”. Bulletin de l'École française d'Extrême-Orient 103:  43–205. doi:10.3406/befeo.2017.6247.

## 参照資料
1. ↑  “UHM Department of Linguistics Alumni”. 2010年5月8日閲覧。
2. ↑  "Doctoral Degrees Granted in Foreign Languages in the United States: 1999".
3. ↑  “Beyond Boundaries: Religion, Region, Language and the State”.  British Museum. 2015年7月24日閲覧。
4. ↑  “Mr Marc Miyake | Staff” (英語).   SOAS, University of London. 2016年2月4日時点のオリジナルよりアーカイブ。2021年9月8日閲覧。